# Бойс, Кэмерон
Кэ́мерон Ми́ка Бойс (англ. Cameron Mica Boyce; 28 мая 1999, Лос-Анджелес, США — 7 июля 2019, там же) — американский актёр и танцор, наиболее известный по главным ролям в комедийных сериалах «Джесси» (2011—2015) и «Дневник геймера» (2015—2017), а также в серии фильмов «Наследники» (2015—2019).

## Биография

### Ранние годы и личная жизнь
Кэмерон жил в Лос-Анджелесе с матерью Либби Бойс, отцом Виктором, младшей сестрой Майей и собакой Сиенной. Интересовался хип-хопом, брейк-дансом и играл в баскетбол. Вместе со своими четырьмя друзьями он являлся членом команды по брейк-дансу X-MOB. Как говорил Кэмерон, он и дня не прожил бы без своего мяча и баскетбола. В 2017 году Кэмерон окончил школу в Калифорнии. Любил читать и слушать музыку.

### Карьера
В мае 2008 года Бойс впервые появился на телеэкране — в клипе рок-группы «Panic! At the Disco», исполнявшей сингл That Green Gentleman (Things Have Changed) (из альбома Pretty. Odd.). В июле того же года он появился во второстепенной роли в ночной мыльной опере «Генеральный госпиталь: Ночная смена». В августе сыграл роль в художественном фильме ужасов «Зеркала» и снялся в фильме «На крючке». В июне 2010 года сыграл Кейта Федера в кинокомедии «Одноклассники».
В апреле 2011 года Бойс появился как гость в сериале канала Disney «Держись, Чарли!», позднее, в том же месяце, выступил одним из танцоров в день свадьбы принца Уильяма и Кэтрин Миддлтон на American Broadcasting Company «Танцы со звёздами». В июне того же года он сыграл небольшую роль в качестве одного из одноклассников Джуди в семейной комедии фильма «Джоди Моди и нескучное лето». Месяцем позже был одним из танцоров в сериале канала Disney «Танцевальная лихорадка!» (одна серия). С сентября 2011 по 2015 год Бойс играл одну из главных ролей (Люк Росс) в телесериале канала Disney «Джесси». В июле 2013 года в свет вышла вторая часть фильма «Одноклассники» с его участием. Также он снялся в фильме канала Disney «Наследники» в роли сына Круэллы Де Виль — Карлоса. В 2017 году вышел фильм «Наследники 2», где он снова сыграл роль Карлоса.
В мае 2019 года Кэмерон появился в клипе Hozier на песню Almost. «Работать с артистом, творчество которого ты уважаешь, — это что-то сумасшедшее», — поделился Бойс.
Фильм «Наследники 3» стал последним для Кэмерона Бойса, умершего 6 июля 2019 года.

### Болезнь и смерть
Кэмерон Бойс умер во сне в ночь с 6 на 7 июля 2019 года в возрасте 20 лет. Причиной смерти был приступ эпилепсии, случившийся из-за продолжительной болезни.
В 2019 году через сеть For Good был создан «Фонд Кэмерона Бойса», чтобы почтить наследие Бойса после его смерти, получая заметную поддержку от актёров Дебби Райан, Карана Брара и Софи Рейнольдс.

## Работы

### Фильмография
| Год       |    | Русское название                 | Оригинальное название                   | Роль                  |
| --------- | -- | -------------------------------- | --------------------------------------- | --------------------- |
| 2008      | ф  | Зеркала                          | Mirrors                                 | Майкл Карсон          |
| 2008      | ф  | На крючке                        | Eagle Eye                               | Сэм Холломэн          |
| 2008      | с  | Главный госпиталь: Ночная смена  | General Hospital: Night Shift           | Майкл Кейтс-младший   |
| 2010      | ф  | Одноклассники                    | Grown Ups                               | Кейти Федер           |
| 2010      | с  | Легион экстраординарных танцоров | The Legion of Extraordinary Dancer      | юный Джаспер Джеймс   |
| 2011      | с  | Держись, Чарли!                  | Good Luck Charlie                       | фальшивый Гейб Данкан |
| 2011      | ф  | Джоди Моди и нескучное лето      | Judy Moody and the Not Bummer Summer    | Хантер                |
| 2011      | с  | Танцевальная лихорадка!          | Shake It Up                             | танцор                |
| 2011—2015 | с  | Джесси                           | Jessie                                  | Люк Росс              |
| 2012      | с  | Остин и Элли                     | Austin & Ally                           | Люк Росс              |
| 2012—2015 | мс | Джейк и пираты Нетландии         | Jake and the Never Land Pirates         | Джейк                 |
| 2013      | ф  | Одноклассники 2                  | Grown Ups 2                             | Кейти Федер           |
| 2014      | мс | Совершенный Человек-паук         | Ultimate Spider-Man                     | Люк Росс              |
| 2015      | с  | Лив и Мэдди                      | Liv and Maddie                          | Крэгг                 |
| 2015      | ф  | Наследники                       | Descendants                             | Карлос Де Виль        |
| 2015—2017 | с  | Дневник геймера                  | Gamer's Guide to Pretty Much Everything | Конор                 |
| 2015—2017 | мс | Наследники: Злодейский мир       | Descendants: Wicked World               | Карлос Де Виль        |
| 2016      | с  | Реанимация                       | Code Black                              | Броди                 |
| 2016      | с  | Летний лагерь                    | Bunk'd                                  | Люк Росс              |
| 2017      | ф  | Наследники 2                     | Descendants 2                           | Карлос Де Виль        |
| 2017      | мс | Человек-паук                     | Spider-Man                              | Герман Шульц / Шокер  |
| 2019      | ф  | Наследники 3                     | Descendants 3                           | Карлос Де Виль        |
| 2019      | с  | Миссис Флетчер                   | Mrs. Fletcher                           | Зак                   |
| 2020      | ф  | Коротышка                        | Runt                                    | Кэл                   |
| 2021      | с  | Райский город                    | Paradise City                           | Саймон                |

### Видеоклипы
| Актёр |                      | |                                            |
| 2008  | That Green Gentleman | link=https://www.youtube.com/watch?v=3f3K2sEHuIM Архивная копия от 15 августа 2019 на Wayback Machine | клип Panic! At the Disco                   |
| 2019  | Almost (Sweet Music) | link=https://www.youtube.com/watch?v=JJ9IX4zgyLs Архивная копия от 31 июля 2019 на Wayback Machine    | клип Hozier                                |
| Певец |                      | |                                            |
| 2016  | Jolly to the Core    | link=https://www.youtube.com/watch?v=C9jXiw5iVXE Архивная копия от 11 августа 2017 на Wayback Machine | ft. Дав Камерон, София Карсон, Бубу Стюарт |